# Đàm Tử

Vị trí tại Đài Trung

Đàm Tử (tiếng Trung: 潭子區; bính âm: Tánzi Qū) là một khu (quận) của thành phố Đài Trung, Trung Hoa Dân Quốc (Đài Loan). Trên địa bàn quận có khu chế xuất Đài Trung, thường đọc gọi là khu chế xuất Đàm Tử. Ngoài ra, quận có đặc sản là các loại hoa quả như cam. hồng và vải thiều. Đàm Tử có diện tích 25,8497 km², dân số vào tháng 8 năm 2011 là 101.384 người thuộc 32.938 hộ gia đình; mật độ cư dân đạt 3922,1 người/km².